# حمام الأمير (بغداد)
حمّام الأمير   ويسمى حمام الوقف من حمامات بغداد العامة  القديمة بجانب الكرخ من بغداد   ويقع في منطقة الكاظمية  بين محلتي القطانة والبحية.